# Куліга (рід)
Куліга (Prosobonia) — рід сивкоподібних птахів родини баранцевих (Scolopacidae). Поширений на островах Океанії. Включає один сучасний вид та чотири види, що вимерли в історичний час з появою на островах людей.

## Види
- Куліга туамотуанська (Prosobonia parvirostris)
- †Куліга полінезійська (Prosobonia cancellata)
- †Куліга білокрила (Prosobonia leucoptera)
- †Куліга моорейська (Prosobonia ellisi)
- †Prosobonia sauli